# (3605) Davy
(3605) Davy (1932 WB) – planetoida z grupy pasa głównego asteroid okrążająca Słońce w ciągu 3,38 lat w średniej odległości 2,25 au Odkrył ją Eugène Joseph Delporte 28 listopada 1932 roku.